# Maatschappij der Nederlandse Letterkunde
Die Maatschappij der Nederlandse Letterkunde (MNL, auch MdNL), deutsch: Gesellschaft für niederländische Literatur, wurde im Jahr 1766 in Leiden gegründet. Die MNL hat derzeit etwa 1600 Mitglieder. Neue Mitglieder können nur durch die Wahl der bereits bestehenden Mitglieder aufgenommen werden. Die Aktivitäten erstrecken sich auf die Erforschung und Veröffentlichungen über die niederländische Literatur.

## Arbeitsschwerpunkte
Die Gesellschaft hat unter anderem folgende Kommissionen: 
- Sprache und Dichtung
- Geschichtswissenschaft und Archäologie
- Geschichte der niederländischen Literatur
- Südafrika

Diese Kommissionen haben die Aufgabe, Treffen und Seminare für die Öffentlichkeit zu organisieren und Veröffentlichungen herauszugeben.

## Arbeitsgruppen
Neben den Kommissionen gibt es sieben sogenannte Arbeitsgruppen, die sich interdisziplinär mit dem kulturellen Erbe der Niederlande und seiner Kolonien beschäftigt.
- Werkgroep Zeventiende Eeuw (Arbeitsgruppe 17. Jahrhundert)[1]
- Werkgroep 18e Eeuw (18. Jahrhundert)[2]
- Werkgroep 19e Eeuw (19. Jahrhundert)[3]

Weitere Arbeitsgruppen sind für Biografien zuständig, indisch-niederländische Literatur, karibische Literatur, und für die Nederlandse Boekhistorische Vereniging (Niederländische Buchhistorische Vereinigung), deren Schwerpunkt die Pflege der niederländischen Buchkultur ist.

## Publikationen
Die Maatschappij der Nederlandse Letterkunde gibt regelmäßig ein Jahrbuch heraus, das Jaarboek van de Maatschappij der Nederlandse Letterkunde, ebenso die viermal im Jahr erscheinende Tijdschrift voor Nederlandse Taal- en Letterkunde (Zeitschrift für niederländische Sprache und Literatur, kurz TNTL). Außerdem erscheint zweimal jährlich das Nieuw Letterkundig Magazijn (Neues Literaturmagazin, kurz NLM), das an die Mitglieder der Gesellschaft versandt wird. Im Jahre 2002 entstand zudem, nach eine Befragung der Mitglieder, ein niederländischer Literaturkanon in Kooperation mit der Digitale Bibliotheek voor de Nederlandse Letteren.

## Bibliothek
Die Bibliothek der Gesellschaft ist seit 1876 ein Sonderbestand der Universitätsbibliothek Leiden. Sie verfügt über mehr als 100.000 gedruckte Werke, Handschriften vom Mittelalter bis zu Gegenwart, ein Archiv und verschiedene Sammlungen. Zugänglich sind die Bestände über den Bibliothekskatalog der Universität. Darüber hinaus unterhält die Maatschappij der Nederlandse Letterkunde eine digitale Bibliothek mit Werken niederländischer Literatur.

## Preise
Jährlich vergibt die Maatschappij der Nederlandse Letterkunde verschiedene Preise an Schriftsteller, Dichter, Wissenschaftler, Lektoren und Sachbuchautoren, die sich um niederländische Sprache und Literatur verdient gemacht haben.
Dazu gehören u. a. folgende Auszeichnungen:
- Prijs voor Meesterschap (verliehen seit 1920)
- Lucy B. en C.W. van der Hoogtprijs (verliehen seit 1921, früher Haagsche Postprijs von 1921 bis 1924 und  C.W. van der Hoogtprijs von 1925 bis 1939)
- Dr. Wijnaendts Francken-prijs (verliehen seit 1935)
- Henriette-Roland-Holst-Preis (verliehen seit 1957)
- Frans-Kellendonk-Preis (verliehen seit 1993)
- Kruyskamp-Preis

siehe auch:
Liste der niederländischen Literaturpreise